# Cemboing
Ne doit pas être confondu avec Broin ou Saint-Broing.
Cemboing est une commune française située dans le département de la Haute-Saône et la région administrative Bourgogne-Franche-Comté.

## Géographie
Cemboing est un village de la région culturelle et historique de Franche-Comté jouxtant par le nord-ouest Jussey et situé à 39 km à vol d'oiseau à l'est de Langres, à 38 km au sud de Contrexéville, 58 km au sud-ouest d’Épinal, 33 km au nord-ouest de Vesoul et 47 km au nord-est de Gray.
Il se trouve dans la zone d'emploi de Vesoul et dans le bassin de vie de Jussey

### Communes limitrophes
Les communes limitrophes sont  Barges, Blondefontaine, Jussey, Raincourt, Rosières-sur-Mance et Saint-Marcel.

### Hydrographie

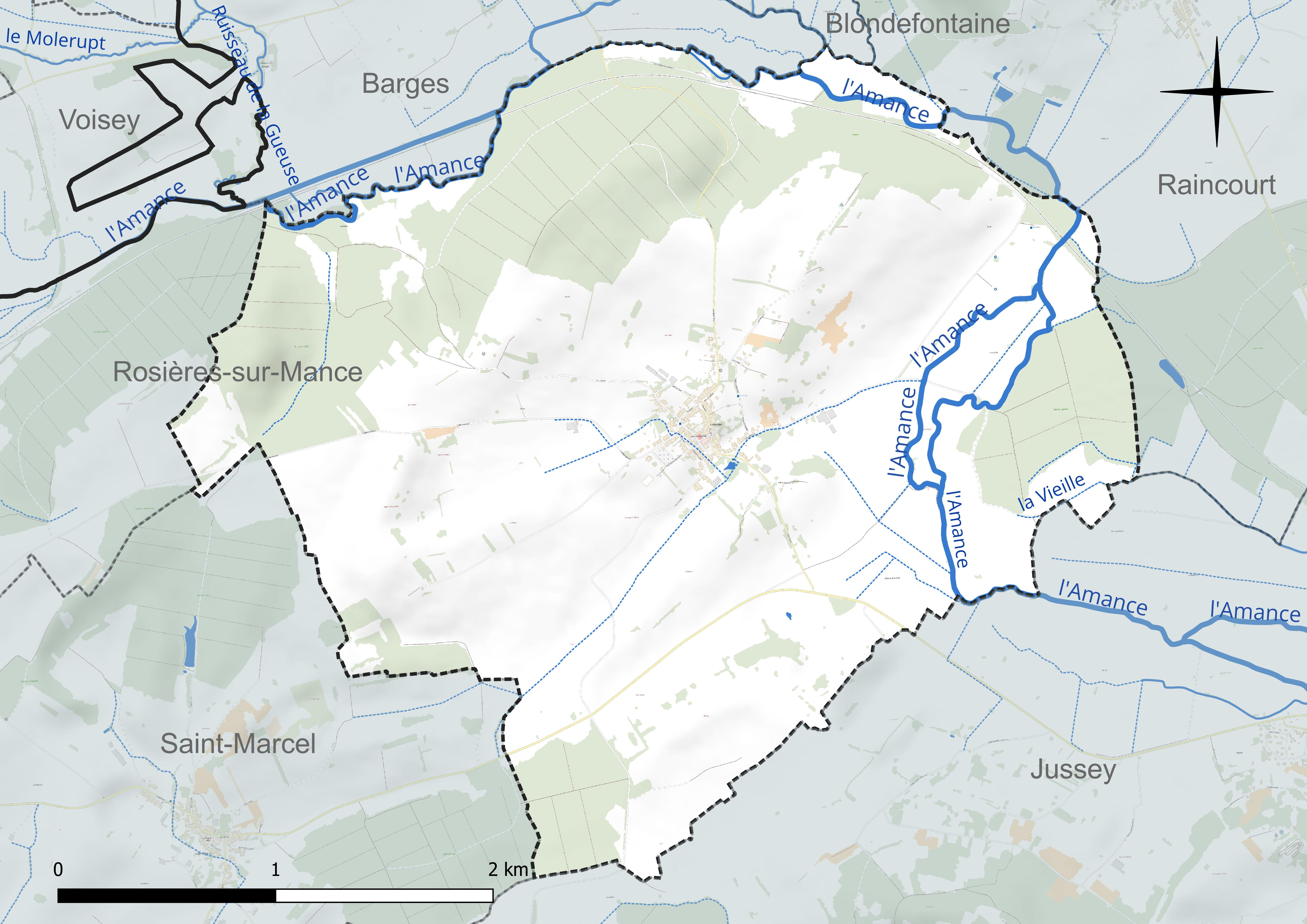
Carte hydrographique de la commune.

Le territoire communal est limité au nord et au nord-est par le lit de l'Amance, l'un des principaux affluents en rive-droite de la Saône et donc un sous-affluent du Rhône.

### Climat
Pour des articles plus généraux, voir Climat de la Bourgogne-Franche-Comté et Climat de la Haute-Saône.
En 2010, le climat de la commune est de type climat des marges montargnardes, selon une étude du Centre national de la recherche scientifique s'appuyant sur une série de données couvrant la période 1971-2000. En 2020, Météo-France publie une typologie des climats de la France métropolitaine dans laquelle la commune est dans une zone de transition entre le climat océanique altéré et le climat océanique altéré et est dans la région climatique Lorraine, plateau de Langres, Morvan, caractérisée par un hiver rude (1,5 °C), des vents modérés et des brouillards fréquents en automne et hiver.
Pour la période 1971-2000, la température annuelle moyenne est de 10,1 °C, avec une amplitude thermique annuelle de 17,1 °C. Le cumul annuel moyen de précipitations est de 941 mm, avec 12,8 jours de précipitations en janvier et 9,3 jours en juillet. Pour la période 1991-2020, la température moyenne annuelle observée sur la station météorologique de Météo-France la plus proche, « Montureux-lès-Baulay », sur la commune de Montureux-lès-Baulay à 10 km à vol d'oiseau, est de 10,9 °C et le cumul annuel moyen de précipitations est de 907,3 mm. 
La température maximale relevée sur cette station est de 40,8 °C, atteinte le 25 juillet 2019 ; la température minimale est de −25 °C, atteinte le 26 février 1986,,.
Les paramètres climatiques de la commune ont été estimés pour le milieu du siècle (2041-2070) selon différents scénarios d'émission de gaz à effet de serre à partir des nouvelles projections climatiques de référence DRIAS-2020. Ils sont consultables sur un site dédié publié par Météo-France en novembre 2022.

## Urbanisme

### Typologie
Au 1er janvier 2024, Cemboing est catégorisée commune rurale à habitat dispersé, selon la nouvelle grille communale de densité à sept niveaux définie par l'Insee en 2022.
Elle est située hors unité urbaine et hors attraction des villes,.

### Occupation des sols

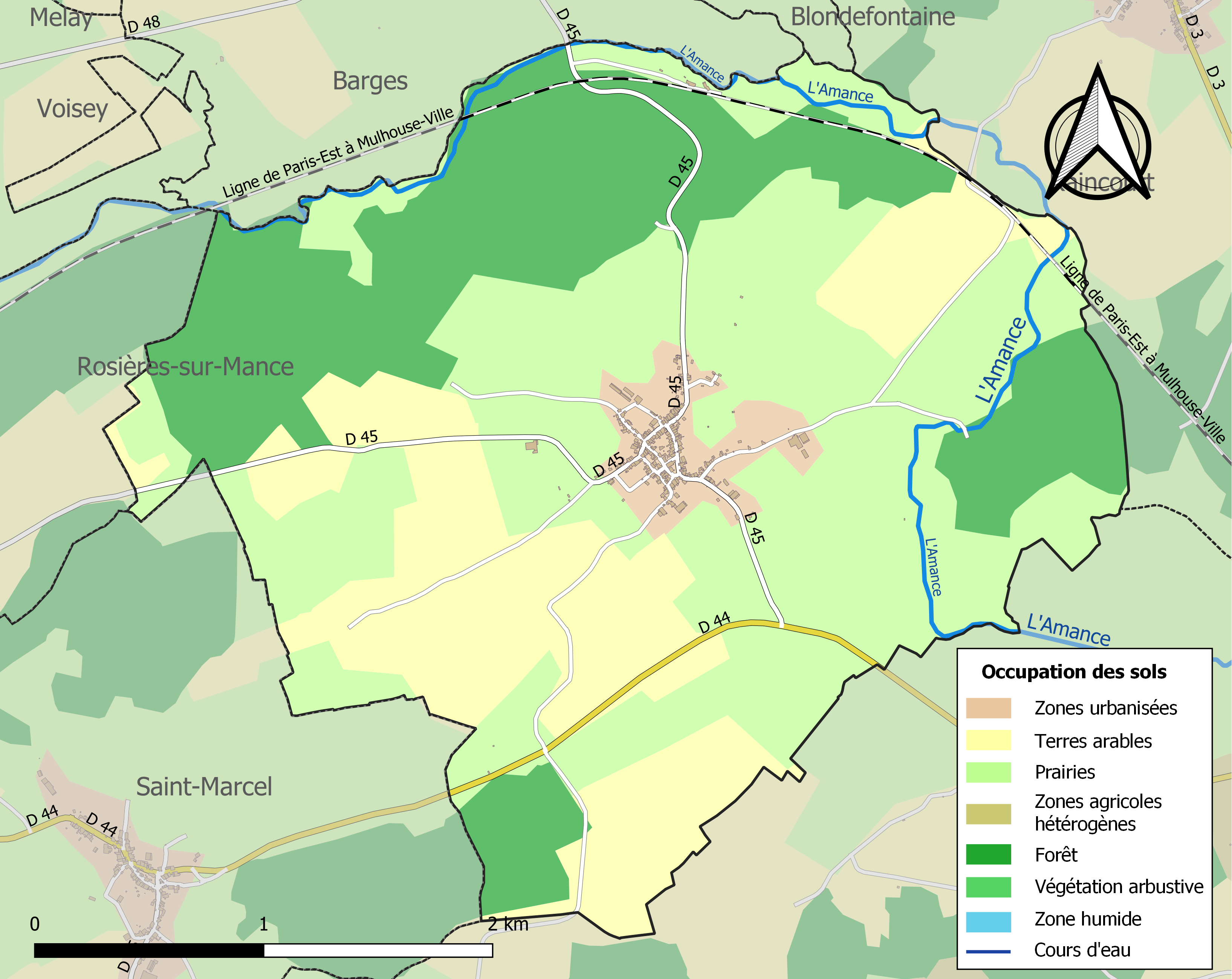
Carte des infrastructures et de l'occupation des sols de la commune en 2018 (CLC).

L'occupation des sols de la commune, telle qu'elle ressort de la base de données européenne d’occupation biophysique des sols Corine Land Cover (CLC), est marquée par l'importance des territoires agricoles (68 % en 2018), en diminution par rapport à 1990 (72,9 %). La répartition détaillée en 2018 est la suivante : 
prairies (45,1 %), forêts (27,9 %), terres arables (22,9 %), zones urbanisées (4,1 %).
L'évolution de l’occupation des sols de la commune et de ses infrastructures peut être observée sur les différentes représentations cartographiques du territoire : la carte de Cassini (XVIIIe siècle), la carte d'état-major (1820-1866) et les cartes ou photos aériennes de l'IGN pour la période actuelle (1950 à aujourd'hui).

### Habitat et logement
En 2021, le nombre total de logements dans la commune était de 164, alors qu'il était de 162 en 2016 et de 158 en 2011.
Parmi ces logements, 58,6 % étaient des résidences principales, 21,9 % des résidences secondaires et 19,5 % des logements vacants. Ces logements étaient pour 97,5 % d'entre eux des maisons individuelles et pour 1,9 % des appartements.
Le tableau ci-dessous présente la typologie des logements à Cemboing en 2021 en comparaison avec celle de la Haute-Saône et de la France entière. Une caractéristique marquante du parc de logements est ainsi une proportion de résidences secondaires et logements occasionnels (21,9 %) supérieure à celle du département (6,2 %) et à celle de la France entière (9,7 %).
| Typologie                                               | Cemboing | Haute-Saône | France entière |
| ------------------------------------------------------- | -------- | ----------- | -------------- |
| Résidences principales (en %)                           | 58,6     | 83,2        | 82,2           |
| Résidences secondaires et logements occasionnels (en %) | 21,9     | 6,2         | 9,7            |
| Logements vacants (en %)                                | 19,5     | 10,6        | 8,1            |

## Politique et administration

### Rattachements administratifs et électoraux

#### Rattachements administratifs
La commune fait partie de l'arrondissement de Vesoul du département de la Haute-Saône , en région Bourgogne-Franche-Comté.
Elle faisait partie depuis 1793 du canton de Jussey. Dans le cadre du redécoupage cantonal de 2014 en France, cette circonscription administrative territoriale a disparu, et le canton n'est plus qu'une circonscription électorale.

#### Rattachements électoraux
Pour les élections départementales, la commune fait partie depuis 2014 d'un nouveau canton de Jussey porté de 22 à 65 communes.
Pour l'élection des députés, elle fait partie de la première circonscription de la Haute-Saône.

### Intercommunalité
La commune était membre de la petite communauté de communes du Pays jusséen, intercommunalité créée au 1er janvier 1990 et qui regroupait environ 4 300 habitants en 2009.
L'article 35 de la loi n° 2010-1563 du 16 décembre 2010 « de réforme des collectivités territoriales » prévoyait d'achever et de rationaliser le dispositif intercommunal en France, et notamment d'intégrer la quasi-totalité des communes françaises dans des EPCI à fiscalité propre, dont la population soit normalement supérieure à 5 000 habitants.
Dans ce cadre, le schéma départemental de coopération intercommunale a prévu la fusion cette intercommunalité avec d'autres, et l'intégration à la nouvelle structure de communes restées jusqu'alors isolées. Cette fusion, effective le 1er janvier 2013, a permis la création de la communauté de communes des Hauts du val de Saône, à laquelle la commune est désormais membre.

### Liste des maires
| Période      | Période                        | Identité              | Étiquette | Qualité                              |
| ------------ | ------------------------------ | --------------------- | --------- | ------------------------------------ |
|              |                                |                       |           |                                      |
| 1977         | 1983                           | Guy Gousset           |           |                                      |
|              |                                |                       |           |                                      |
| 1987         | 1995                           | Guy Gousset           |           |                                      |
| 1995         | 2014                           | Marie-Claude Rouiller |           |                                      |
| 2014         | juillet 2014                   | Jean-Pierre Bussing   |           | Démissionnaire                       |
| juillet 2014 | 2022                           | Yvain Dargent,        |           | Fonctionnaire                        |
| février 2023 | En cours (au 30 novembre 2023) | Evelyne Grandjean     |           | Employée administrative d'entreprise |

## Équipements et services publics
La commune dispose d'une salle de convivialité.

## Population et société

### Démographie
L'évolution du nombre d'habitants est connue à travers les recensements de la population effectués dans la commune depuis 1793. Pour les communes de moins de 10 000 habitants, une enquête de recensement portant sur toute la population est réalisée tous les cinq ans, les populations de référence des années intermédiaires étant quant à elles estimées par interpolation ou extrapolation. Pour la commune, le premier recensement exhaustif entrant dans le cadre du nouveau dispositif a été réalisé en 2006.

En 2022, la commune comptait 168 habitants, en évolution de −8,2 % par rapport à 2016 (Haute-Saône : −1,4 %, France hors Mayotte : +2,11 %).
| 1793 | 1800 | 1806 | 1821 | 1831 | 1836 | 1841 | 1846 | 1851 |
| ---- | ---- | ---- | ---- | ---- | ---- | ---- | ---- | ---- |
| 765  | 807  | 790  | 773  | 726  | 704  | 724  | 745  | 734  |

| 1856 | 1861 | 1866 | 1872 | 1876 | 1881 | 1886 | 1891 | 1896 |
| ---- | ---- | ---- | ---- | ---- | ---- | ---- | ---- | ---- |
| 670  | 749  | 730  | 723  | 714  | 725  | 700  | 652  | 608  |

| 1901 | 1906 | 1911 | 1921 | 1926 | 1931 | 1936 | 1946 | 1954 |
| ---- | ---- | ---- | ---- | ---- | ---- | ---- | ---- | ---- |
| 590  | 550  | 546  | 412  | 400  | 388  | 356  | 337  | 320  |

| 1962 | 1968 | 1975 | 1982 | 1990 | 1999 | 2006 | 2011 | 2016 |
| ---- | ---- | ---- | ---- | ---- | ---- | ---- | ---- | ---- |
| 284  | 271  | 244  | 218  | 242  | 217  | 207  | 209  | 183  |

| 2021 | 2022 | - | - | - | - | - | - | - |
| ---- | ---- | - | - | - | - | - | - | - |
| 170  | 168  | - | - | - | - | - | - | - |

## Culture locale et patrimoine

### Lieux et monuments
- Croix de Cemboing de 1577,  Classé MH (2006)[26], située à une cinquantaine de mètres au nord de l'église, en grès des Vosges et constituée d'un soubassement maçonné, d'une une base massive sur laquelle s'élève une colonne monolithe ornée d'une bague sculptée de guirlandes et d'un cordon torsadé, et couronnée d'un chapiteau campaniforme supportant une croix aux croisillons décorés de motifs végétaux portant un Christ[27],[28].

- Église de l'Assomption de Cemboing  Inscrit MH (1995)[29], reconstruite entre 1777 et 1783 sur les plans d'Anatole Amoudru, modifiés en 1780 par Claude-Joseph Bretet. Ses voûtes ont été reconstruites entre 1843 et 1845 suivant le projet de Maximilien Painchaux et le décor peint par Joseph-Constant Ménissier  entre 1857-1862.
- Monument Mathelat  Inscrit MH (1997), du milieu du XIXe siècle[30], édifié en pierre de taille de style néo-classique, peut-être réalisé par l'architecte Martin de Jussey.
- Maisons du XVIIIe siècle.
- Les fontaines et lavoirs, dont la grande Fontaine.

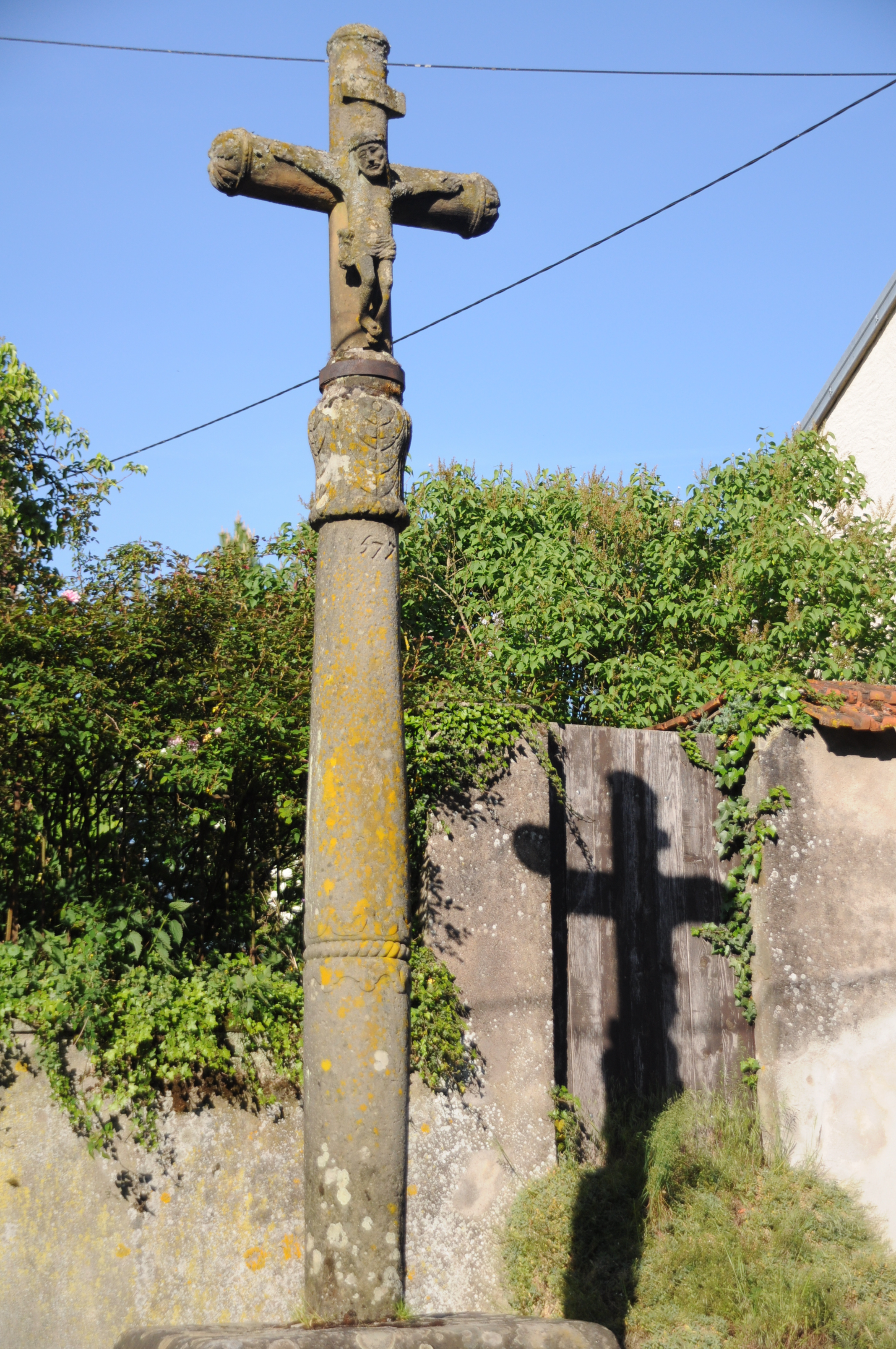
La Croix de Cemboing...
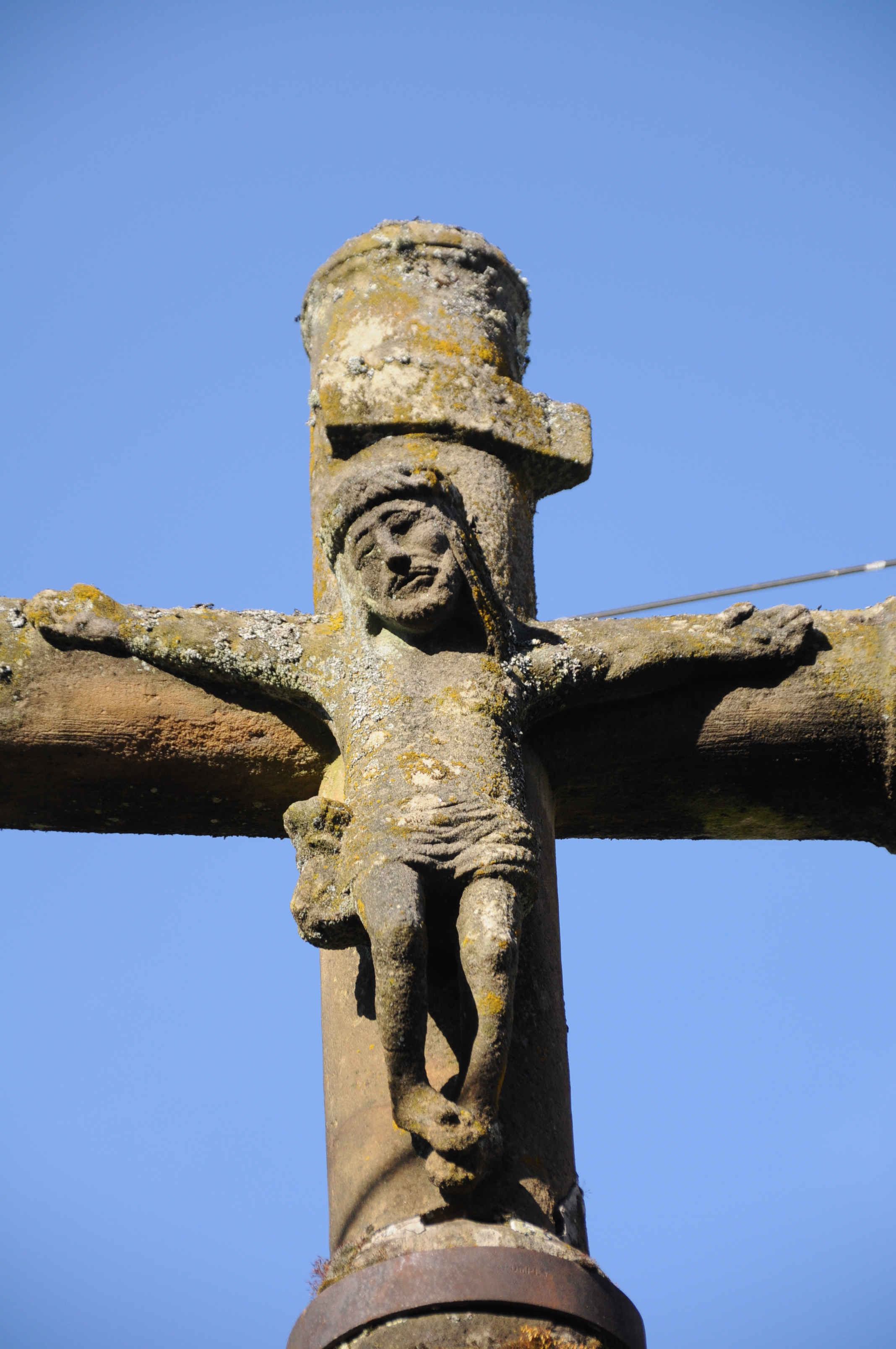
... et un détail du Christ en croix.
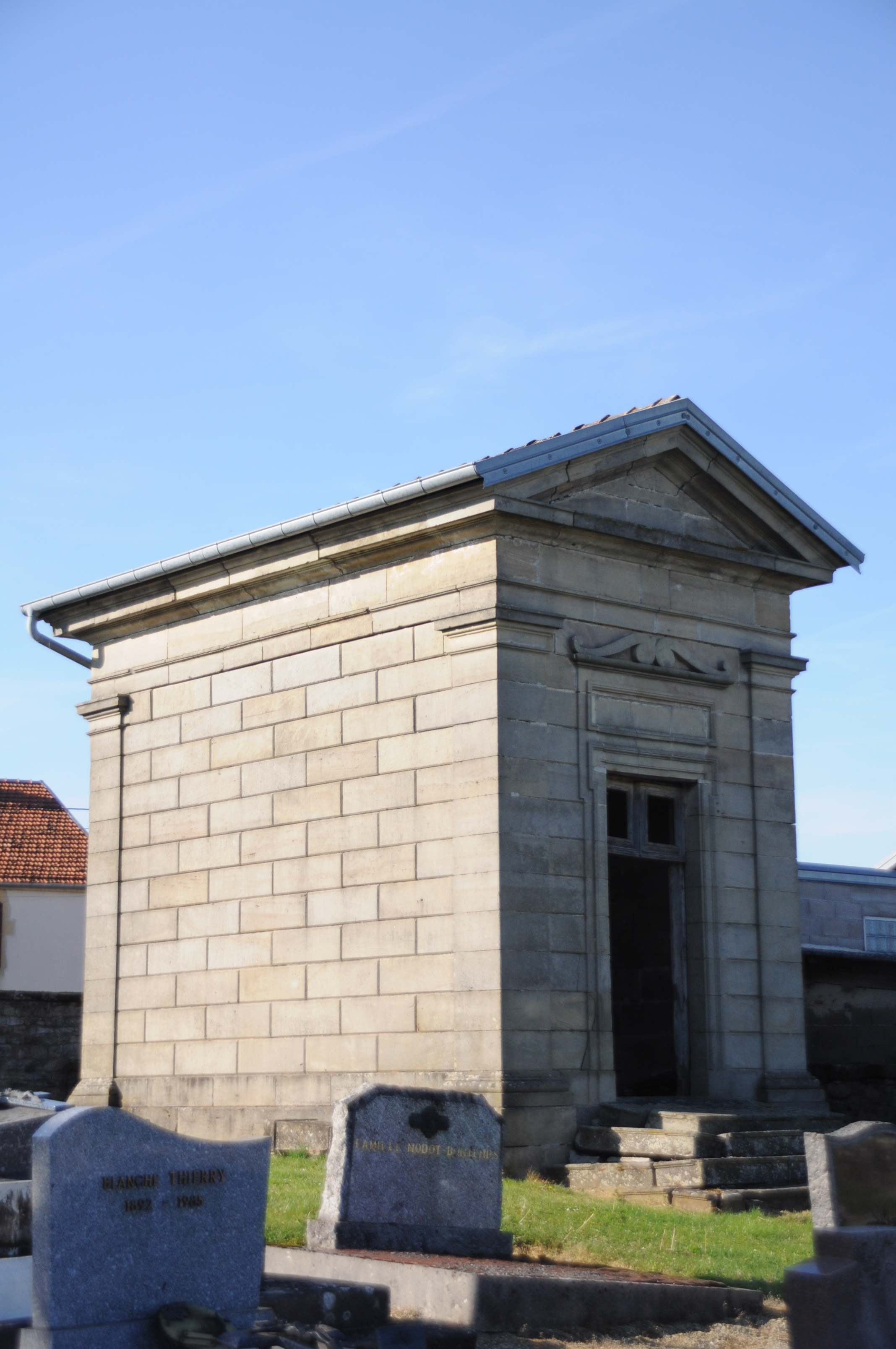
Le monument Mathelat

### Personnalités liées à la commune
- Le professeur de médecine Claude-François Athalin, nommé à la Faculté de Besançon en 1736 est né à Cemboing le 10 mars 1701. Il a été l'auteur de nombreuses publications[31].

- Marcel Rouher (1857-1940), compositeur, chef de chœur et organiste à Saint-Germain-l’Auxerrois de Paris, y est né.